# 3612 Піл
3612 Піл (3612 Peale) — астероїд головного поясу, відкритий 13 жовтня 1982 року.
Тіссеранів параметр щодо Юпітера — 3,476.